# لعیا جنیدی
لعیا جنیدی  (زادهٔ ۱۳۴۷ در بابل) حقوقدان، وکیل دادگستری، دانشیار دانشگاه تهران و سیاستمدار ایرانی است که در دولت دوازدهم سمت معاون حقوقی رئیس‌جمهور ایران را برعهده داشت. وی همچنین دانشیار دانشکده حقوق و علوم سیاسی دانشگاه تهران است.
او دانش‌آموختهٔ کارشناسی حقوق قضایی، کارشناسی ارشد و دکترای حقوق خصوصی و اسلامی از دانشگاه تهران و فوق دکترای حقوق تطبیقی،  داوری تجاری بین‌المللی از دانشگاه هاروارد می باشد.

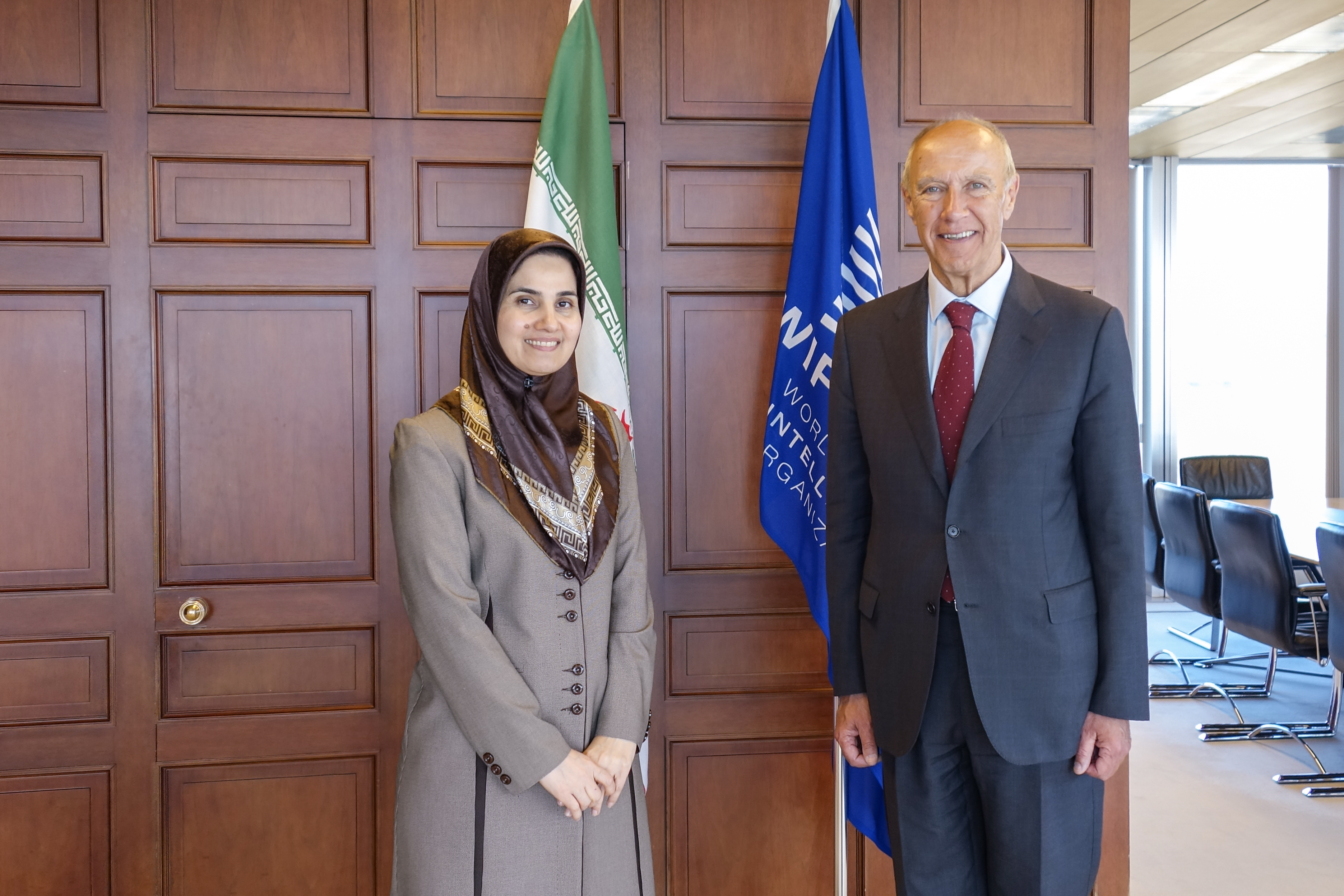
جنیدی در کنار فرانسیس گوری

## سمت‌های‌ اجرایی
جنیدی درسال ۱۳۹۲ با حکم سعدالله نصیری قیداری به سمت مدیر کل اداره لوایح و تدوین و تنقیح قوانین و مقررات وزارت علوم، تحقیقات و فناوری منصوب شد و تا سال ۱۳۹۴ عهده‌دار این سمت بود.

### معاون حقوقی رئیس جمهور
لعیا جنیدی در ۱۸ مرداد ۱۳۹۶ از سوی حسن روحانی رئیس جمهور وقت، در دولت دوازدهم به سمت  معاون حقوقی رئیس جمهور منصوب شد و تا شهریور ۱۴۰۰ در این جایگاه فعالیت کرد.

## مواضع

### زنان در جامعه
جنیدی باور دارد که «در اسلام، مانعی برای حضور زنان در مقام‌های قضایی وجود ندارد.»

### تغییر پوشش در کابینه
تصاویری که نشان می‌دادند پوشش جنیدی پس از عضویت در کابینه از مانتو و روسری به چادر تغییر کرده‌است در شبکه‌های اجتماعی بحث‌برانگیز شدند. جنیدی در مصاحبه‌ای گفت که دلیل این تغییر پوشش تقاضا حسن روحانی برای رعایت «پروتکل کابینه» بوده‌است.

## تألیفات
جنیدی در طول فعالیت علمی خود کتاب‌هایی چون قانون حاکم در داوری‌های تجاری بین‌المللی در انتشارات دانشکده حقوق و علوم سیاسی دانشگاه تهران و مؤسسه حقوق بشر دانمارک به رشته تحریر درآورده است.